# Wołodymyr Kubijowycz

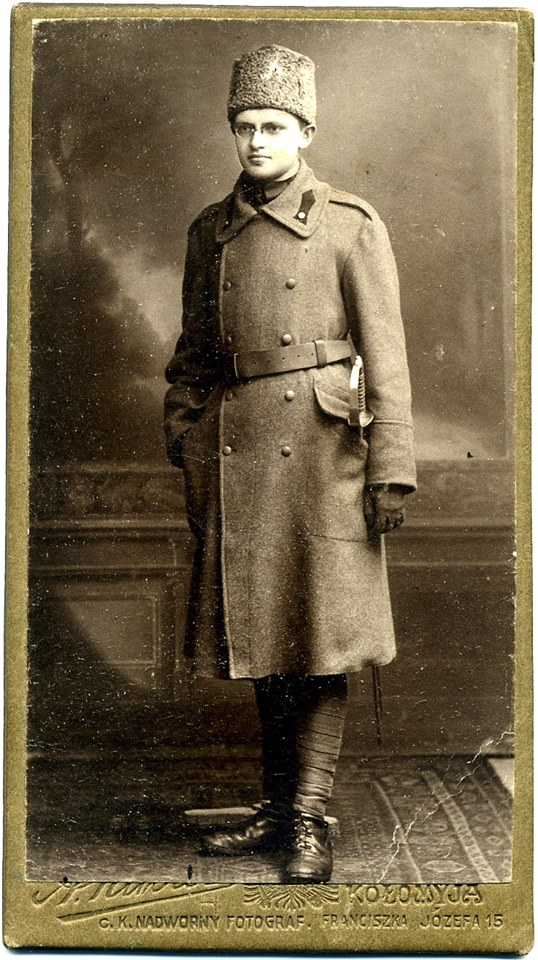
Wołodymyr Kubijowycz w mundurze żołnierza artylerii Ukraińskiej Armii Halickiej 1919

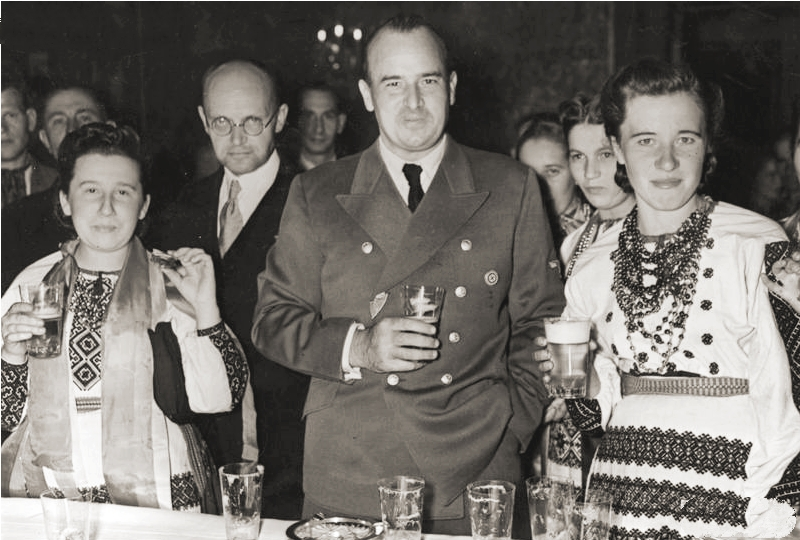
Wołodymyr Kubijowycz i Hans Frank z ukraińską delegacją dożynkową. Wawel 1943

Wołodymyr Kubijowycz, ukr. Володимир Кубійович, pol. Włodzimierz Kubijowicz (ur. 23 września 1900 w Nowym Sączu, zm. 2 listopada 1985 w Paryżu) – ukraiński etnograf, geograf, encyklopedysta, działacz narodowy. Docent Uniwersytetu Jagiellońskiego (1928–1939), profesor Wolnego Uniwersytetu Ukraińskiego (od 1940). Przewodniczący Ukraińskiego Komitetu Centralnego (1939–1945). Główny redaktor Encyklopedii ukrainoznawstwa. Sekretarz generalny Towarzystwa Naukowego im. Szewczenki, prezes oddziału Towarzystwa w Europie (od 1952). Jeden z organizatorów  i promotorów powstania  ukraińskiej 14 Dywizji Grenadierów SS.

## Życiorys
Pochodził z rodziny mieszanej etnicznie – ojciec był Ukraińcem, matka Polką. Przyrodnie rodzeństwo było Polakami.
Uzyskał maturę w gimnazjum w Nowym Sączu w czerwcu 1918 i zapisał się w październiku na studia historyczne na Uniwersytecie Jagiellońskim. W listopadzie 1918 porzucił studia, wstępując ochotniczo do Ukraińskiej Armii Halickiej, w czasie wojny polsko-ukraińskiej służył w artylerii UHA. Zachorował na tyfus, po zakończeniu działań wojennych powrócił do Krakowa, gdzie późną jesienią 1919 rozpoczął studia geograficzne na Uniwersytecie Jagiellońskim. Ukończywszy studia, uzyskał tam doktorat i habilitację pod kierownictwem naukowym prof. Ludomira Sawickiego. W latach 1924–1928 był nauczycielem gimnazjalnym.
W 1924 wziął udział w zorganizowanym w Pradze zjeździe słowiańskich geografów i etnografów. W 1931 został pełnym członkiem Towarzystwa Naukowego im. Szewczenki, stając na czele powołanej przez siebie komisji geograficznej. W latach 1928–1939 był docentem i wykładowcą na Uniwersytecie Jagiellońskim. W czerwcu 1939 cofnięto mu prawo wykładania na UJ. Wyjechał na wieś, atak Niemiec na Polskę zastał go w Myślenicach. W 1940 został profesorem Wolnego Uniwersytetu Ukraińskiego w Pradze. Był autorem wielu prac z etnografii, demografii i geografii Karpat.
Podczas II wojny światowej był przewodniczącym Ukraińskiego Komitetu Centralnego w Krakowie. Komitet odpowiadał za działalność socjalną na rzecz weteranów, edukację, działalność na rzecz poboru ochotników oraz przedsięwzięcia gospodarcze. Komitet był w latach 1939–1945 uznawany jako ukraińskie przedstawicielstwo wobec niemieckiej administracji okupacyjnej Generalnego Gubernatorstwa. Był zwolennikiem OUN-M (frakcji Andrija Melnyka w Organizacji Ukraińskich Nacjonalistów) zatrudniał na kierowniczych stanowiskach w UCK ludzi związanych z ugrupowaniem Melnyka.
18 kwietnia 1941 złożył na ręce gubernatora Hansa Franka memoriał, w którym domagał się wydzielenia w Generalnym Gubernatorstwie terytorium Łemkowszczyzny (wzdłuż linii: Dukla, Brzozów, Dynów, Przeworsk) i Chełmszczyzny w granicach traktatu brzeskiego jako terenu, który Ukraińcy traktowaliby jako własny etnograficznie, a skąd Polacy mieli być wysiedleni. 21 czerwca 1941 wnioski memoriału zostały przez Franka odrzucone. Po ataku III Rzeszy na ZSRR i utworzeniu Dystryktu Galicja Kubijowycz proponował z kolei wysiedlenie Polaków z Dystryktu Galicja do innych dystryktów Generalnego Gubernatorstwa, a Ukraińców z innych dystryktów do Dystryktu Galicja. Koncepcję tę podtrzymywał do końca 1943 roku, jednak nie doszło do jej realizacji z powodu braku zainteresowania Hansa Franka. Dieter Pohl uważa, że w świetle brutalności wysiedleń, które miały miejsce poprzednio w Polsce, Kubijowycz musiał sobie zdawać sprawę z konsekwencji swoich żądań.
W 1943 roku był promotorem powstania oraz wziął czynny udział w organizowaniu i formowaniu ukraińskiej 14 Dywizji Grenadierów SS. Jako przewodniczący UKC poparł formowanie dywizji, traktując ją od samego początku jako ukraińskie siły zbrojne i zaczątek armii narodowej.

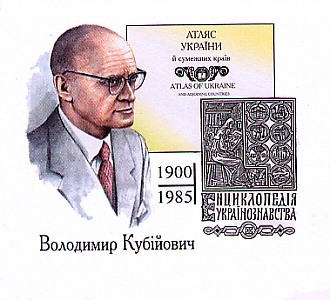
Wołodymyr Kubijowycz na kopercie okolicznościowej Poczty Ukrainy 2000

Wyjechał do Niemiec wraz z innymi działaczami UKC przed wkroczeniem do Krakowa Armii Czerwonej w styczniu 1945.
Od 17 marca 1945 do końca wojny był zastępcą Pawła Szandruka – jako przewodniczącego Ukraińskiego Komitetu Narodowego.
Po wojnie zamieszkał w Bawarii w amerykańskiej strefie okupacyjnej Niemiec i skupił się na aktywności naukowej. Na emigracji był sekretarzem generalnym Towarzystwa Naukowego im. Tarasa Szewczenki (w latach 1947–1963), a od 1952 prezesem jego europejskiej filii (od 1952 Towarzystwo ma strukturę federacyjną). Od 1947 był wykładowcą na przeniesionym do Monachium z Pragi Wolnym Uniwersytecie Ukraińskim. W 1951, w związku z przeniesieniem europejskiego ośrodka Towarzystwa Naukowego im. Szewczenki do Francji zamieszkał w Sarcelles pod Paryżem.
W 1949 został głównym redaktorem Encyklopedii Ukrainoznawstwa, następnie wydawcą tejże encyklopedii. Był również redaktorem dwutomowej „Encyklopedii Ukrainy” (części Encyklopedii Ukrainoznawstwa). Encyklopedia obejmuje łącznie dziesięć woluminów, wydanych w latach 1949–1984. Od 1981 członek honorowy kolegium redakcyjnego.
Autor ponad 80 prac naukowych z zakresu geografii Ukrainy.

## Wybrane prace
- Przyczynek do antropogeografii Gorganów, Kraków 1921.
- Życie pasterskie w Beskidach Magorskich, Kraków 1927.
- Górna granica osadnictwa w dolinie Bystrzycy Nadwórniańskiej (La limite supérieure de l’habitat dans la vallée de la Bystrzyca Nadwórniańska), Kraków 1929.
- Rozmieszczenie Ukraińców w Azji, Warszawa 1934.
- Атляс України й сумежних країв, Львів 1937
- Lage, Grenzen und Territorium der ukrainischen Gebiete. Mit einer Falt und mehreren Textkarten, Berlin 1942.
- (redakcja) Ukraine: A Concise Encyclopadia, Vol. 1, Toronto: University of Toronto Press 1963, ISBN 0-8020-3105-6.
- (redakcja) Ukraine: A Concise Encyclopadia, Vol. 2, Toronto: University of Toronto Press 1963, ISBN 0-8020-3105-6.
- Naukowi Praci, t. I, Paryż – Lviv 1996.
- Зміни в стані населення Української РСР у 1959–1969 рр. Український історик 1972, Nr 01-02 (33-34)
- Українці в Ґенеральній Губернії 1939-1941 – Історія Українського Центрального Комітету, Chicago 1975